# Straßenkapelle (Eller)
Die Straßenkapelle befindet sich in Eller, einem Ortsteil von Ediger-Eller im Landkreis Cochem-Zell (Rheinland-Pfalz). Sie wurde 1784 errichtet und ist ein geschütztes Kulturdenkmal.

## Lage
Die Kapelle liegt in der Bachstraße vor dem Haus Bachstraße 18 an der zentralen Kreuzung des Dorfes. In unmittelbarer Nähe liegen die Pfarrkirche St. Hilarius und die Rochuskapelle, die zusammen mit der Straßenkapelle ein Ensemble bilden. Direkt neben der Straßenkapelle befindet einer der vielen alten Brunnen aus dem 18. Jahrhundert, die noch heute Wasser spenden.

## Geschichte und Beschreibung
Der Bau der Straßenkapelle geht auf das Jahr 1784 zurück und diente der Aufnahme eines zuvor errichteten Missionskreuzes. Laut einer Inschrift am Fuße des Kreuzes wurde dieses bereits 1733 errichtet.
Die Kapelle steht mit der Rückseite am Haus Bachstraße 18, an beiden Seiten ist eine etwa brusthohe Steinmauer errichtet, die verputzt ist. Die Vorderseite wird durch eine zweiflügelige Gittertür begrenzt. Die beiden seitlichen Steinmauern tragen die vier Holzstützen, die eine offene Holzkonstruktion bilden. Das darauf ruhende Dach ruht auf der Rückseite auch auf Sparren. Die verbindenden Querträger werden an den Ecken durch geschweifte Knaggen gestützt. Auf ihnen sind die Jahreszahl 1784 und die Initialen der Erbauer E C F sowie B V M angebracht. Das Dach besteht aus einer geschweiften Gaube, die mit Schiefer verkleidet ist und an der Spitze ein Patriarchenkreuz trägt.
Das Missionskreuz mit der Jahreszahl 1733 und die Christusfigur bestehen aus Holz und sind überlebensgroß. Die Holzfigur ist anatomisch einfach gehalten. Das Antlitz ist schmal und hat gebrochene Augen und einen geöffneten Mund. Haare und Bart sind gelockt gehalten, die Lende wird von einem locker getragenen Tuch bedeckt und wird von einem Strick zusammengehalten.